# Strada statale 300 del Passo di Gavia
La strada statale 300 del Passo di Gavia (SS 300) è una strada statale italiana che collega l'Alta Val Camonica con l'Alta Valtellina tramite l'omonimo passo. Dal 2001 al 2021 la strada era classificata come strada provinciale 29 del Passo del Gavia (SP 29) in provincia di Sondrio e strada provinciale BS 300 del Passo di Gavia (SP BS 300) in Provincia di Brescia.
Il valico, confine amministrativo tra la provincia di Brescia e la provincia di Sondrio, è posto a un'altezza di 2.621 m s.l.m. e pertanto la strada è aperta solamente nei mesi estivi. Per via dell'elevata pendenza, delle ridotte dimensioni della carreggiata e della tortuosità della stessa, la strada è soggetta a particolari limitazioni. La SS 300 ha origine a Bormio dalla strada statale 38 dello Stelvio e termina a Ponte di Legno innestandosi nella strada statale 42 del Tonale e della Mendola dopo un tracciato storico di 43,922 km. Dopo la riclassificazione la strada ha una lunghezza di 43,775 km.

## Percorso

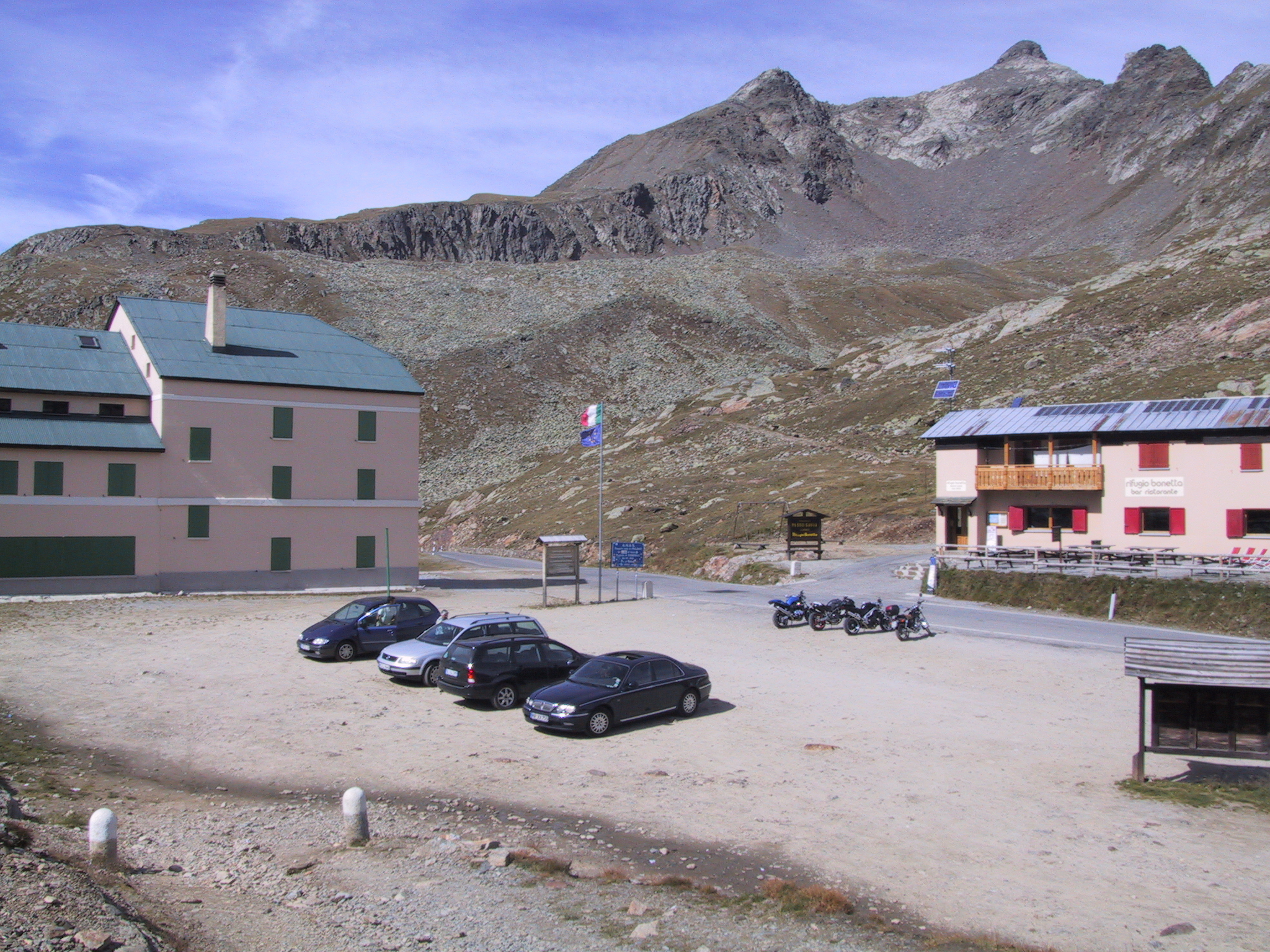
La SS 300 nei pressi del Passo del Gavia

La strada ha origine dal centro abitato di Bormio, dal quale esce in direzione est passando per gli agglomerati di Uzza, San Nicolò e Sant'Antonio. Giunge quindi a Santa Caterina Valfurva, superata la quale la sede stradale si restringe e tramite dieci tornanti raggiunge il rifugio Berni, il lago Bianco e infine il passo Gavia, confine amministrativo fra le province di Sondrio e di Brescia. Meta di numerosi cicloamatori e motociclisti, è dotato di un piccolo rifugio, il rifugio Bonetta, aperto solamente durante il periodo estivo.
Proseguendo quindi nella provincia di Brescia si scende attraverso tre tornanti che giungono a una galleria priva di illuminazione aperta al traffico nel 1991. Presso di essa, sulla strada allora sterrata che percorreva il costone roccioso, è presente un monumento dedicato agli alpini, deceduti nel 1954 per l'uscita di strada del camion sul quale viaggiavano.
I 10 km successivi raggiungono pendenze anche del 16% e la strada è caratterizzata da una carreggiata talmente stretta da non consentire l'incrocio tra due auto provenienti dalle opposte direzioni, quindi risultano piuttosto frequenti le manovre in retromarcia di uno dei due veicoli fino a qualche punto un po' più largo che permette il passaggio dei due automezzi. Mediante otto tornanti la ripida discesa finisce giungendo a Sant'Apollonia, piccola località termale nota per la storica fonte di acqua bicarbonata ferruginosa, dov'è possibile ritrovare un ristoro e un parcheggio abilitato al campeggio. Il percorso prosegue, con sede stradale più larga, passando per il bivio per la frazione dalignese di Pezzo.
La strada prosegue quindi la sua discesa (con pendenze anche del 9%), giungendo a Ponte di Legno e innestandosi presso il 140º km della strada statale 42 del Tonale e della Mendola.
In seguito al decreto legislativo n. 112 del 1998, nel 2001 la gestione è passata da ANAS a Regione Lombardia, che ha provveduto al trasferimento dell'infrastruttura al demanio della Provincia di Sondrio e della Provincia di Brescia per le tratte territorialmente competenti. Nel 2021 la SS 300 è stata riclassificata come strada statale ed è tornata in gestione di ANAS.